# Hadik Ágoston
Futaki gróf Hadik Gusztáv Ágoston (Damerschwan, Bajorország, 1801. április 23. – Promontor, Magyarország, 1873. április 12.) magyar huszártiszt, az 1848–49-es forradalom és szabadságharc honvéd ezredese.

## Élete
Nagyapja, gróf Hadik András Mária Terézia királynő legendás huszártisztje, a Császári-Királyi Hadsereg tábornagya (k.k. Feldmarschall), az Udvari Haditanács elnöke volt, akinek szobra ma is a Budai Várnegyeden áll. Édesapja, ifj. gróf Hadik András császári-királyi lovassági tábornok volt. Hadik Ágoston is ősei nyomába lépett, 1814–1844 között az 1. Huszárezredben szolgált, majd nyugállományba vonult és Aradon élt.
A magyar forradalom és szabadságharc ügye mellé állt, 1848. június 19-étől nemzetőr alezredesi rendfokozatban részt vett a délvidéki harcokban. December 1-jétől honvéd ezredessé léptették elő, 1849-től az úgynevezett „szegedi hadosztály” parancsnokaként Szeged és Szabadka határában sikerült megállítania az előretörő szerb–osztrák hadtestet. Márciusban tífuszban megbetegedett, de felgyógyulása után ismét szolgálatba állt. Május 12-étől Szegeden hadosztályparancsnok. Július 29-én ismét megbetegedett, ezért szabadságolták. Az aradi várőrséggel együtt, augusztus 17-én tette le a fegyvert és fogságba került.
Aradon november 5-én golyó általi halálra, majd – őseire való hivatkozással – november 16-án kegyelemből 18 évi várfogságra ítélték. Olmützből 1851. február 28-án amnesztiával szabadult. Még ebben az évben házasságot kötött hertelendi és vindornyalaki Hertelendy Katalinnal (Nagybecskerek, 1832. – Budapest I. ker., 1896. október 5.), és szemlaki birtokára visszavonulva gazdálkodott. Két lányuk született.
A Promontor–Kistétényhegyen váratlanul bekövetkezett halála után Promontoron (a mai Budafokon) helyezték örök nyugalomra.

## Családja
- Nagyapja: Hadik András
- Apja: Hadik András
- Anyja: Maria Raszler von Gamerschwang
- Húgai:[3]
  - Leopoldina (* 1805)
  - Karolina (* 1806), férje gróf Amade Viktor.